# Attack of the Saucerman
Attack of the Saucerman è un videogioco d'azione sviluppato dalla Psygnosis per PlayStation e Microsoft Windows e pubblicato dalla Sony per PlayStation.